# Frobenius-Skalarprodukt
Das Frobenius-Skalarprodukt ist in der linearen Algebra ein Skalarprodukt auf dem Vektorraum der reellen oder komplexen Matrizen. Es berechnet sich durch komponentenweise Multiplikation der Einträge zweier Matrizen und nachfolgende Summation über all diese Produkte. Im komplexen Fall wird dabei immer ein Element komplex konjugiert. Das Frobenius-Skalarprodukt kann auch als Spur des Matrizenprodukts der beiden Matrizen berechnet werden, wobei eine der Matrizen transponiert beziehungsweise adjungiert wird.
Mit dem Frobenius-Skalarprodukt wird der Matrizenraum zu einem Skalarproduktraum. Die von dem Frobenius-Skalarprodukt abgeleitete Norm heißt Frobeniusnorm. Eine Verallgemeinerung des Frobenius-Skalarprodukts auf unendlichdimensionale Vektorräume ist das Hilbert-Schmidt-Skalarprodukt. Das Frobenius-Skalarprodukt wird unter anderem in der Kontinuumsmechanik bei der tensoriellen Beschreibung der Deformation von Vektorfeldern verwendet. Es ist nach dem deutschen Mathematiker Ferdinand Georg Frobenius benannt.

## Definition
Das Frobenius-Skalarprodukt zweier, nicht notwendigerweise quadratischer, reeller Matrizen {\displaystyle A=(a_{ij})\in \mathbb {R} ^{m\times n}} und {\displaystyle B=(b_{ij})\in \mathbb {R} ^{m\times n}} ist definiert als
{\displaystyle \langle A,B\rangle _{F}=\sum _{i=1}^{m}\sum _{j=1}^{n}a_{ij}b_{ij}}.
Das Frobenius-Skalarprodukt entsteht also durch komponentenweise Multiplikation der Einträge der beiden Ausgangsmatrizen und nachfolgende Summation über all diese Produkte. Es entspricht also dem Standardskalarprodukt, wenn man die Matrizen als {\displaystyle m\cdot n}-dimensionale Vektoren auffasst.
Entsprechend dazu ist das Frobenius-Skalarprodukt zweier komplexer Matrizen {\displaystyle A\in \mathbb {C} ^{m\times n}} und {\displaystyle B\in \mathbb {C} ^{m\times n}} durch
{\displaystyle \langle A,B\rangle _{F}=\sum _{i=1}^{m}\sum _{j=1}^{n}{\bar {a}}_{ij}b_{ij}}
definiert, wobei der Überstrich die Konjugierte einer komplexen Zahl darstellt. Als alternative Definition kann auch jeweils die zweite statt der ersten Komponente komplex konjugiert werden.
In der Physik wird das Frobenius-Skalarprodukt zweier Matrizen {\displaystyle A} und {\displaystyle B} auch durch {\displaystyle A\,\colon \,B} notiert.

## Beispiel
Das Frobenius-Skalarprodukt der beiden reellen (2 × 2)-Matrizen
{\displaystyle A={\begin{pmatrix}3&2\\0&1\end{pmatrix}}}   und   {\displaystyle B={\begin{pmatrix}1&2\\3&1\end{pmatrix}}}
ist gegeben durch
{\displaystyle \langle A,B\rangle _{F}=3\cdot 1+2\cdot 2+0\cdot 3+1\cdot 1=8}.
Das Frobenius-Skalarprodukt der beiden komplexen (2 × 2)-Matrizen
{\displaystyle A={\begin{pmatrix}3&2i\\0&i\end{pmatrix}}}   und   {\displaystyle B={\begin{pmatrix}i&2\\3&-i\end{pmatrix}}}
ist entsprechend dazu
{\displaystyle \langle A,B\rangle _{F}=3\cdot i+(-2i)\cdot 2+0\cdot 3+(-i)\cdot (-i)=-(i+1)}.

## Eigenschaften

### Skalarprodukt-Eigenschaften
Die folgenden Eigenschaften eines komplexen Skalarprodukts werden für die erste Variante aufgeführt, für die zweite Variante gelten sie analog durch Verschieben der Konjugation. Aus dem komplexen Fall erhält man den reellen Fall durch Weglassen der Konjugation. Das komplexe Frobenius-Skalarprodukt ist sesquilinear, das heißt semilinear im ersten Argument, das heißt
{\displaystyle \langle A+B,C\rangle _{F}=\langle A,C\rangle _{F}+\langle B,C\rangle _{F}}   und   {\displaystyle \langle cA,B\rangle _{F}={\bar {c}}\langle A,B\rangle _{F}}
sowie linear im zweiten Argument, also
{\displaystyle \langle A,B+C\rangle _{F}=\langle A,B\rangle _{F}+\langle A,C\rangle _{F}}   und   {\displaystyle \langle A,cB\rangle _{F}=c\langle A,B\rangle _{F}}
Weiter ist es hermitesch, das heißt
{\displaystyle \langle A,B\rangle _{F}={\overline {\langle B,A\rangle _{F}}}},
und positiv definit, also
{\displaystyle \langle A,A\rangle _{F}\geq 0}   und   {\displaystyle \langle A,A\rangle _{F}=0\Leftrightarrow A=0}.
Diese Eigenschaften folgen direkt aus den Kommutativ- und Distributivgesetzen der Addition und Multiplikation, sowie der positiven Definitheit der komplexen Betragsfunktion {\displaystyle |z|^{2}={\bar {z}}z}. In der zweiten komplexen Variante ist das Frobenius-Skalarprodukt linear im ersten und semilinear im zweiten Argument. Im Spezialfall zweier einzeiliger oder einspaltiger Matrizen entspricht das Frobenius-Skalarprodukt dem Standardskalarprodukt der beiden Zeilen- oder Spaltenvektoren. Mit dem Frobenius-Skalarprodukt wird der Matrizenraum zu einem Skalarproduktraum, sogar zu einem Hilbertraum.

### Darstellung als Spur
Das reelle Frobenius-Skalarprodukt hat die folgende Darstellung als Spur
{\displaystyle \langle A,B\rangle _{F}=\operatorname {spur} (A^{T}B)=\operatorname {spur} (BA^{T})},
wobei {\displaystyle A^{T}} die transponierte Matrix von {\displaystyle A} ist. Entsprechend dazu hat das komplexe Frobenius-Skalarprodukt die Darstellung
{\displaystyle \langle A,B\rangle _{F}=\operatorname {spur} (A^{H}B)=\operatorname {spur} (BA^{H})},
wobei {\displaystyle A^{H}} die adjungierte Matrix von {\displaystyle A} ist.

### Verschiebungseigenschaft
Das reelle Frobenius-Skalarprodukt besitzt folgende Verschiebungseigenschaft für alle {\displaystyle A\in \mathbb {R} ^{l\times m},B\in \mathbb {R} ^{m\times n}} und {\displaystyle C\in \mathbb {R} ^{l\times n}}:
{\displaystyle \langle AB,C\rangle _{F}=\langle B,A^{T}C\rangle _{F}=\langle A,CB^{T}\rangle _{F}}.
Entsprechend gilt für das komplexe Frobenius-Skalarprodukt  für alle {\displaystyle A\in \mathbb {C} ^{l\times m},B\in \mathbb {C} ^{m\times n}} und {\displaystyle C\in \mathbb {C} ^{l\times n}}
{\displaystyle \langle AB,C\rangle _{F}=\langle B,A^{H}C\rangle _{F}=\langle A,CB^{H}\rangle _{F}}.
Beide Eigenschaften folgen aus der zyklischen Vertauschbarkeit von Matrizen unter der Spur.

### Invarianzen
Aufgrund der Spurdarstellung und der Verschiebungseigenschaft gilt für das reelle Frobenius-Skalarprodukt zweier Matrizen {\displaystyle A,B\in \mathbb {R} ^{m\times n}}
{\displaystyle \langle A,B\rangle _{F}=\langle A^{T},B^{T}\rangle _{F}}.
Für das komplexe Frobenius-Skalarprodukt zweier Matrizen {\displaystyle A,B\in \mathbb {C} ^{m\times n}} gilt entsprechend
{\displaystyle {\overline {\langle A,B\rangle _{F}}}=\langle A^{H},B^{H}\rangle _{F}}.

### Induzierte Norm
Die von dem Frobenius-Skalarprodukt abgeleitete Norm ist die Frobeniusnorm
{\displaystyle \|A\|_{F}=\left(\langle A,A\rangle _{F}\right)^{1/2}}.
Die Frobeniusnorm ist damit insbesondere invariant unter unitären Transformationen und es gilt die Cauchy-Schwarzsche Ungleichung
{\displaystyle |\langle A,B\rangle _{F}|\leq \|A\|_{F}\,\|B\|_{F}}.
Daraus folgt dann die Abschätzung 
{\displaystyle |\langle A,B\rangle _{F}|^{2}\leq \operatorname {spur} (A^{H}A)\cdot \operatorname {spur} (B^{H}B)},
wobei im Fall reeller Matrizen die Adjungierte durch die Transponierte ersetzt wird.

### Abschätzung über die Singulärwerte
Sind {\displaystyle \sigma _{1}(A),\ldots ,\sigma _{r}(A)} die Singulärwerte von {\displaystyle A} und {\displaystyle \sigma _{1}(B),\ldots ,\sigma _{r}(B)} diejenigen von {\displaystyle B} mit {\displaystyle r=\min\{m,n\}}, dann gilt für das Frobenius-Skalarprodukt die Abschätzung
{\displaystyle |\langle A,B\rangle _{F}|\leq \sum _{i=1}^{r}\sigma _{i}(A)\sigma _{i}(B)\leq \|A\|_{F}\,\|B\|_{F}},
Diese Abschätzung stellt eine Verschärfung der obigen Cauchy-Schwarz-Ungleichung dar.